# Evacuate the Dancefloor (album)
Evacuate the Dancefloor – trzeci album niemieckiego zespołu Cascada. 15 czerwca 2009 roku został wydany w Irlandii, a w lipcu w Wielkiej Brytanii oraz Niemczech. Według Yanou, jednego z producentów albumu, płyta znacznie różni się od wydanych wcześniej albumów.

## Lista utworów
Edycja standardowa:
1. "Evacuate the Dancefloor" (3:27)
2. "Hold On" (2:56)
3. "Everytime I Hear Your Name" (3:12)
4. "Ready Or Not" (3:01)
5. "Fever" (3:20)
6. "Hold Your Hands Up" (3:45)
7. "Breathless" (3:10)
8. "Dangerous" (2:59)
9. "Why You Had To Leave" (3:37)
10. "What About Me" (3:11)
11. "Draw The Line (Yanou's Candlelight Mix)" (3:57)

Lista piosenek w Singapurze:
CD 1:
1. "Evacuate the Dancefloor" (3:27)
2. "Hold On" (2:56)
3. "Everytime I Hear Your Name" (3:14)
4. "Ready or Not" (3:02)
5. "Fever" (3:21)
6. "Hold Your Hands Up" (3:47)
7. "Breathless" (3:12)
8. "Dangerous" (2:59)
9. "Why You Had to Leave" (3:39)
10. "What About Me" (3:13)
11. "Draw the Line (Yanou's Candlelight Mix)" (3:57)
12. "Faded" (2:50)

CD 2:
1. "Evacuate the Dancefloor (Extended Mix)" (5:28)
2. "Evacuate the Dancefloor (Rob Mayth Remix)" (5:31)
3. "Evacuate the Dancefloor (Ultrabeat Remix)" (4:55)
4. "Evacuate the Dancefloor (Wideboys Remix)" (6:07)
5. "Evacuate the Dancefloor (Chriss Ortega Bigroom Remix)" (6:31)
6. "Evacuate the Dancefloor (Lockout's Mirror Ball Remix)" (5:25)
7. "Evacuate the Dancefloor (Cahill Remix)" (6:49)
8. "Faded (Extended Mix)" (4:27)
9. "Faded (Dave Ramone Remix)" (5:51)
10. "Faded (Wideboys Electro Club Mix)" (6:07)
11. "Faded (Lior Magal Remix)" (5:28)
12. "Faded (Giuseppe Ds Dark Fader Club Mix)" (7:21)

## Notowania
| Notowanie (2009)  | Najwyższa pozycja |
| ----------------- | ----------------- |
| Irlandia          | 15                |
| Wielka Brytania   | 8                 |
| Austria           | 15                |
| Szwajcaria        | 36                |
| Niemcy            | 21                |
| Norwegia          | 17                |
| Holandia          | 69                |
| Francja           | 19                |
| Belgia            | 66                |
| Europa            | 27                |
| Stany Zjednoczone | 155               |
| Kanada            | 86                |
| Nowa Zelandia     | 28                |
| Australia         | 58                |

## Historia wydania
| Państwo           | Data                 | Format                   | Wytwórnia                      |
| ----------------- | -------------------- | ------------------------ | ------------------------------ |
| Irlandia          | 15 czerwca 2009      | CD, LP, digital download | All Around The World           |
| Wielka Brytania   | 6 lipca 2009         | CD, LP, digital download | All Around The World           |
| Niemcy            | 17 lipca 2009        | CD, LP, digital download | Universal                      |
| Rosja             | 20 lipca 2009        | CD                       | Universal                      |
| Stany Zjednoczone | 18 sierpnia 2009     | CD, LP, digital download | Robbins Entertainment          |
| Francja           | 7 września 2009      | CD, digital download     | Universal                      |
| Kanada            | 15 września 2009     | CD, digital download     | Awesome, Robbins Entertainment |
| Japonia           | 21 października 2009 | CD, digital download     | Pony Canyon                    |